# よしもと情熱コメディ〜TVのウラ側で大騒ぎ!モンスターAD奮闘記〜
よしもと情熱コメディ〜TVのウラ側で大騒ぎ!モンスターAD奮闘記〜は、2012年7月15日から2013年3月24日まで読売テレビ（ytv）で放送されていたコント形式の公開バラエティ番組。

## 概要
過去に読売テレビで放送されていた「吉本コメディ」が「よしもと情熱コメディ」として復活。
2011年12月23日に単発番組として放送された。
話の舞台は関西の放送局。
出演メンバーは吉本興業所属の芸人の他に他事務所の芸人やタレントなどが出演。
番組はリニューアルされ月に1度木曜深夜に「よしもとミッドナイトコメディ 3年2組ポンコツの唄」が放送された。

## 出演者

### レギュラー
- モンスターエンジン
  - 西森洋一
  - 大林健二
- 川畑泰史
- Mr.オクレ
- 木村祐一
- 海原やすよ・ともこ
  - 海原やすよ
  - 海原ともこ
- 浅越ゴエ（ザ・プラン9）

### ゲスト
- NMB48（福本愛菜、門脇佳奈子、山口夕輝、太田里織菜、沖田彩華、川上礼奈、木下百花、小柳有沙、原みづき）
- 蛭子能収
- スタン・ハンセン
- 宮根誠司
- 坂田利夫
- たむらけんじ
- 未知やすえ
- 板尾創路
- ぼんちおさむ
- 島田珠代
- 千原せいじ
- V.I (BIGBANG)
- 岩佐真悠子
- クリス松村
- ガレッジセール川田広樹
- Mr.マリック
- 明石家のんき
- 酒井藍
- 今別府直之
- 長州小力　など